# 奥古斯特·德雷斯
奧古斯特·威廉·德雷斯（英語：August William Derleth，1909年2月24日—1971年7月4日）是一名美國作家。他是H·P·洛夫克拉夫特的朋友，他成立的出版社“Arkham House”為洛夫克拉夫特出版了很多作品，也為克蘇魯神話體系的構築做出過貢獻。他自己則創作過梭克·普莱利传奇系列（Sac Prairie Saga）等不少作品。

## 生平
奧古斯特·德雷斯出生於美國威斯康辛州索克城，父親名叫威廉·朱利葉斯·德雷斯（William Julius Derleth），母親名叫羅斯·露易絲·福克（Rose Louise Volk）。他小時候就有寫作的愛好，曾為《诡丽幻谭》撰稿。1930年自威斯康辛大學麥迪遜分校畢業，獲文學學士學位。
1941年，他成為《首府时报》編輯，直到1960年才退休，每年仍堅持寫作。1953年4月6日與桑德拉·伊芙琳·溫特斯（Sandra Evelyn Winters）結婚，六年後離婚，德雷斯負責撫養兩個孩子April Rose、Walden William。
他在1971年7月4日死於心臟病，葬於索克城的聖阿洛伊修斯公墓（St. Aloysius Cemetery）。

## 外部連接
- The August Derleth Society （页面存档备份，存于）
- Arkham House Publishers founded by Derleth （页面存档备份，存于）

作品
- August William Derleth的作品  - 古騰堡計劃
- 互联网档案馆中奥古斯特·德雷斯的作品或与之相关的作品
- 來自奥古斯特·德雷斯的LibriVox公共領域有聲讀物
- WorldCat 聯合目錄中奥古斯特·德雷斯的著作或與之相關的著作
- 網路推理小說資料庫上的奥古斯特·德雷斯
- 开放图书馆中奥古斯特·德雷斯的著作